# Утена
Уте́на или Утяна (лит. Utena, до 1917 — Уцяны) — город на северо-востоке Литвы, административный центр Утенского уезда и Утенского района.
Расположен в 103 км к северо-востоку от Вильнюса. В окрестностях города тупиковая железнодорожная станция на ветке от станции Швенчёнеляй.

## История
Один из старейших городов Литвы. В письменных источниках упоминается с 1261 года. Название города выводят из гидронима — первоначального названия реки Утенайте, Утенеле (лит. Utenaitė, Utenėlė). Первый костёл построен в 1416 году. В 1655 году город пережил нашествие русского войска. До 1795 года город входил в состав Великого княжества Литовского, после чего перешёл под власть Российской империи. В 1812 году город пострадал от наполеоновских войск. Развитию города способствовала построенная в 1830—1835 годы железнодорожная дорога из Варшавы в Санкт-Петербург.
Административно входил в состав Вилькомирского уезда Ковенской губернии, был центром Уцянской волости.
В окрестностях проходили сражения во время восстаний 1831 и 1863 годов. Развитию города прежде всего как транспортного узла способствовало удачное местоположение. В 1879 году пожар уничтожил три четверти Утены. С 1915 по 1918 год город находился по оккупацией Германской империи, а в 1919 году, после советско-литовской войны, стал районным центром независимой Литвы. В 1941 году около 2000 еврейских жителей Утены были расстреляны немецко-фашистскими войсками в лесу Раше примерно в 2 км к северу от города.
В семи километрах к северо-западу от города находится парк Вижуонеле, который с 1958 года является национальным памятником природы. В парке находится дом-мастерская художницы Марианны Верёвкиной.

## Население
| 1939    | 1959    | 1979    | 1989    | 1999    | 2001    | 2002    | 2003    | 2004    | 2005    | 2006    | 2006    |
| ------- | ------- | ------- | ------- | ------- | ------- | ------- | ------- | ------- | ------- | ------- | ------- |
| 6276    | ↗7066   | ↗23 461 | ↗34 430 | ↗36 100 | ↘33 890 | ↘33 717 | ↘33 390 | ↘32 868 | ↘32 301 | ↗32 881 | ↘31 700 |
| 2007    | 2007    | 2008    | 2008    | 2009    | 2009    | 2010    | 2010    | 2011    | 2011    | 2012    | 2013    |
| ↘31 371 | ↗32 789 | ↘32 572 | ↘30 901 | ↗32 476 | ↘30 661 | ↗31 940 | ↘29 915 | ↗31 139 | ↘29 075 | ↘28 581 | ↘28 015 |
| 2014    | 2015    | 2016    | 2017    | 2017    | 2018    | 2019    | 2020    | 2021    | 2022    | 2023    |         |
| ↘27 484 | ↘27 041 | ↗27 179 | ↘26 476 | ↗26 491 | ↘25 869 | ↘25 495 | ↘25 397 | ↘25 343 | ↘25 204 | ↗25 608 |         |

По переписи 2021 года население города составляло 25343 человека, из которых литовцы составляли 95,61 % (24 232), русские — 2,20 % (558), поляки — 0,63 % (160), украинцы — 0,17 % (42), белорусы — 0,15 % (37).

## Экономика
В Утене располагаются штаб-квартира трикотажной компании «Utenos trikotažas» и пивоваренный комбинат «Utenos alus».
В Утене работают 2 магазина сети «Maxima», 1 супермаркет «IKI», 3 супермаркета-дискаунтера «Norfa», 1 супермаркет «Rimi».

## Города-побратимы
- Хелм, Польша
- Прейли, Латвия
- Понтиния, Италия
- Эрбах (Оденвальд), Германия
- Ковель, Украина
- Линчёпинг, Швеция

## Галерея
- Краеведческий музей
- Церковь Вознесения Христова
- Даунишкиский парк
- Крашуонский парк
- Памятник литовским партизанам